# Jesper Christiansen (fodboldspiller, født 1980)
 Der er flere personer med dette navn, se Jesper Christiansen.
Jesper Christiansen (født 18. juni 1980 i Odense) er en dansk tidligere dansk fodboldspiller. Han har har i en årrække spillet for flere danske klubber, samt klubber i England og Skotland.
Hans far, Mogens Christiansen, spillede for Odense Boldklub i 1970'erne og 1980'erne.